# Classe North Carolina
La classe North Carolina était une classe composée de deux cuirassés rapides, l'USS North Carolina et l'USS Washington, construits à la fin des années 1930 pour la Marine des États-Unis. Sa conception fut particulièrement difficile car la Marine hésitait entre des navires rapides capables de rivaliser avec les 26 nœuds (48,2 km/h) de la classe Kongō japonaise ou des cuirassés mieux armés et blindés mais moins rapides. La question fut compliquée par le fait de devoir respecter le traité naval de Londres qui imposait un déplacement maximum de 35 000 tonnes.
Après avoir étudié plus de 50 propositions, le General Board of the United States Navy se prononça en 1936 en faveur d'un navire rapide disposant d'une vitesse de 30 nœuds (55,6 km/h) et d'une batterie principale de neuf canons de 16 pouces (406 mm). Le General Board considérait qu'un tel navire pourrait remplir une multitude de rôles car il avait une protection suffisante pour servir en tant que navire de ligne et une vitesse suffisante pour pouvoir escorter les porte-avions ou attaquer les navires de commerce. Le secrétaire à la Marine choisit cependant une autre proposition qui avait été initialement rejetée par le General Board. Cette dernière prévoyait une vitesse de 27 nœuds (50 km/h) avec douze canons de 14 pouces (356 mm) disposés en trois tourelles quadruples et une protection contre des canons de même calibre. En rupture complète avec les traditions de conception américaines, ce dessin réduisait la vitesse et la protection en faveur d'une puissance de feu maximale. Après le début de la construction, les États-Unis, préoccupés par le refus japonais de se conformer aux restrictions d'artillerie prévues par le second traité naval de Londres de 1936 firent jouer la « clause de non-respect » de l'accord et remplacèrent les douze canons de 14 pouces par neuf de 16 pouces.
Dans le théâtre Pacifique de la Seconde Guerre mondiale, les USS North Carolina et Washington assurèrent de nombreuses missions comme l'escorte des porte-avions rapides et des bombardements côtiers. L'USS North Carolina participa à la bataille des Salomon orientales en 1942 et, la même année, lors d'un engagement nocturne chaotique connu sous le nom de bataille navale de Guadalcanal, son navire-jumeau coula le cuirassé rapide japonais Kirishima d'un tir de nuit réglé au radar. En 1943, l'USS Washington heurta le cuirassé USS Indiana et sa proue fut gravement endommagée. Après des réparations, il rejoignit les cuirassés modernes de la Ve Flotte américaine pour la bataille de la mer des Philippines en 1944. Après la guerre, les deux navires participèrent à l'opération Tapis Volant (en anglais : Magic Carpet) désignant le rapatriement des soldats déployés dans les théâtres d'Europe et du Pacifique avant d'être placés dans la flotte de réserve, jusqu'au début des années 1960 lorsque l'USS North Carolina fut vendu à l'État de Caroline du Nord et fut transformé en navire musée tandis que l'USS Washington était démoli.

## Contexte
Après la fin de la Première Guerre mondiale, de nombreuses marines continuèrent leurs programmes de construction initiés durant le conflit. Le programme américain de 1916 prévoyait la construction de six croiseurs de bataille de la classe Lexington et de cinq cuirassés de la classe South Dakota ; en décembre 1918, il fut proposé par le gouvernement du président Woodrow Wilson que dix cuirassés et six croiseurs de bataille supplémentaires seraient construits. L'année suivante, le General Board de la Marine proposa la construction de nouveaux navires en plus du plan de 1916 : deux cuirassés et un croiseur de bataille étaient prévus pour l'année comptable 1921 ainsi que trois cuirassés, un croiseur de bataille, quatre porte-avions et treize destroyers entre 1922 et 1924. Le Royaume-Uni planifiait la construction de huit navires capitaux : quatre cuirassés de la classe N3 dont la première quille fut posée en 1921 et quatre croiseurs de bataille de la classe G3 dont la construction devait commencer en 1922. L'empire du Japon s'était lancé en 1920 dans la réalisation de la flotte huit-huit avec les classes Nagato, Tosa, Amagi, Kii et Numéro 13 ; deux navires devaient être lancés chaque année jusqu'en 1928.
Les coûts colossaux de ces programmes entraînèrent de nombreuses demandes pour une conférence de désarmement. Le 8 juillet 1921, le secrétaire d'État des États-Unis Charles Evans Hughes invita les délégations des principales puissances maritimes, le Royaume-Uni, le Japon, la France et l'Italie, à Washington pour débattre d'un arrêt de la course aux armements. La conférence déboucha sur le traité de Washington de 1922 qui limitait, pour les cuirassés, le déplacement à 35 000 tonnes anglaises de 1 016 kg et le calibre de l'artillerie principale à 16 pouces (406 mm). De plus, les nations signataires s'engageaient à ne pas construire de nouveaux capital ships durant dix ans et à ne pas remplacer les navires de moins de 20 ans près leur construction,.
Le second traité naval de Londres signé en 1936 a réduit, sous la pression britannique le calibre maximal à 14 pouces (356 mm),mais dans la pratique ce traité ne s'appliquait qu'aux États-Unis et au Royaume-Uni, le Japon et l'Italie refusant toute limitation des armements navals. Ces traités influencèrent fortement la conception de la classe North Carolina comme le prouve la longue période de réflexion qui devait permettre de réaliser le meilleur navire possible tout en restant en dessous de la limite des 35 000 tonnes.

## Conception

### «A» — «M»
Le comité général commença la conception d'une nouvelle classe de cuirassés en mai-juillet 1935. Trois propositions furent faites : « A » prévoyait un navire de 32 670 tonnes armé de neuf canons de 14 pouces (356 mm) disposés en trois tourelles triples toutes situées à l'avant de la passerelle, capable de naviguer à 30 nœuds (55,6 km/h) et de résister à des obus de 14 pouces ; « B » et « C » feraient plus de 37 000 tonnes, seraient capables d'atteindre les 30,5 nœuds (56,5 km/h) et seraient protégés contre les obus 14 pouces ; la principale différence entre les deux reposait sur la batterie principale car la « B » était équipée de douze canons de 14 pouces en tourelles triples tandis que la « C » comprenait huit canons de 16 pouces en tourelles doubles. La proposition « A » était la seule à respecter la limite de 35 000 tonnes imposée par le traité de Washington et réaffirmée par le second traité de Londres. Lorsque le Bureau of Ordance introduisit un obus « super-lourd » de 16 pouces, les navires furent redésignés (« A1 », « B1 » et « C1 ») car leur protection avait été renforcée pour y résister. Cela augmenta cependant fortement le déplacement puisque seule la « A1 » était 510 tonnes sous la limite des 35 000 t tandis que les deux autres approchaient les 40 000 tonnes
Même si les trois propositions initiales étaient toutes des cuirassés rapides, le comité général n'était pas particulièrement favorable à ce type de navire. Il demanda son avis au Naval War College pour savoir si la nouvelle classe devait être un navire conventionnel équipé de huit ou neuf canons de 16 pouces capable d'atteindre les 23 nœuds (42,6 km/h) ou si elle devait ressembler aux propositions « A », « B » ou « C ».
Cinq nouvelles propositions désignées de « D » à « H » furent soumises à la fin septembre avec des caractéristiques très différentes ; elles prévoyaient des vitesses allant de 23 à 30 nœuds (42,6 à 56,5 km/h), huit ou neuf canons de 14 ou 16 pouces et un déplacement compris entre 32 000 et 41 100 tonnes. « D » et « E » étaient des cuirassés rapides équipés de canons de 16 pouces et d'une protection contre des obus du même calibre mais leur déplacement dépassait les 35 000 tonnes. « F » était une tentative radicale de construire un hybride de cuirassé et de porte-avions avec trois catapultes montées à l'avant et huit canons de 14 pouces à l'arrière. Cette proposition aurait eu les faveurs du président Franklin D. Roosevelt mais, comme les appareils lancés étaient nécessairement des hydravions et que ces derniers étaient significativement inférieurs aux avions lancés depuis la terre ferme ou depuis des porte-avions, la proposition fut abandonnée. « G » et « H » étaient des cuirassés assez lents avec une vitesse de 23 nœuds et neuf canons de 14 pouces. La proposition « H » était particulièrement bien appréciée par le Bureau of Construction and Repair. Cependant, le comité général demandait maintenant un « navire rapide et multitâche », ce que « G » et « H » n'étaient pas.

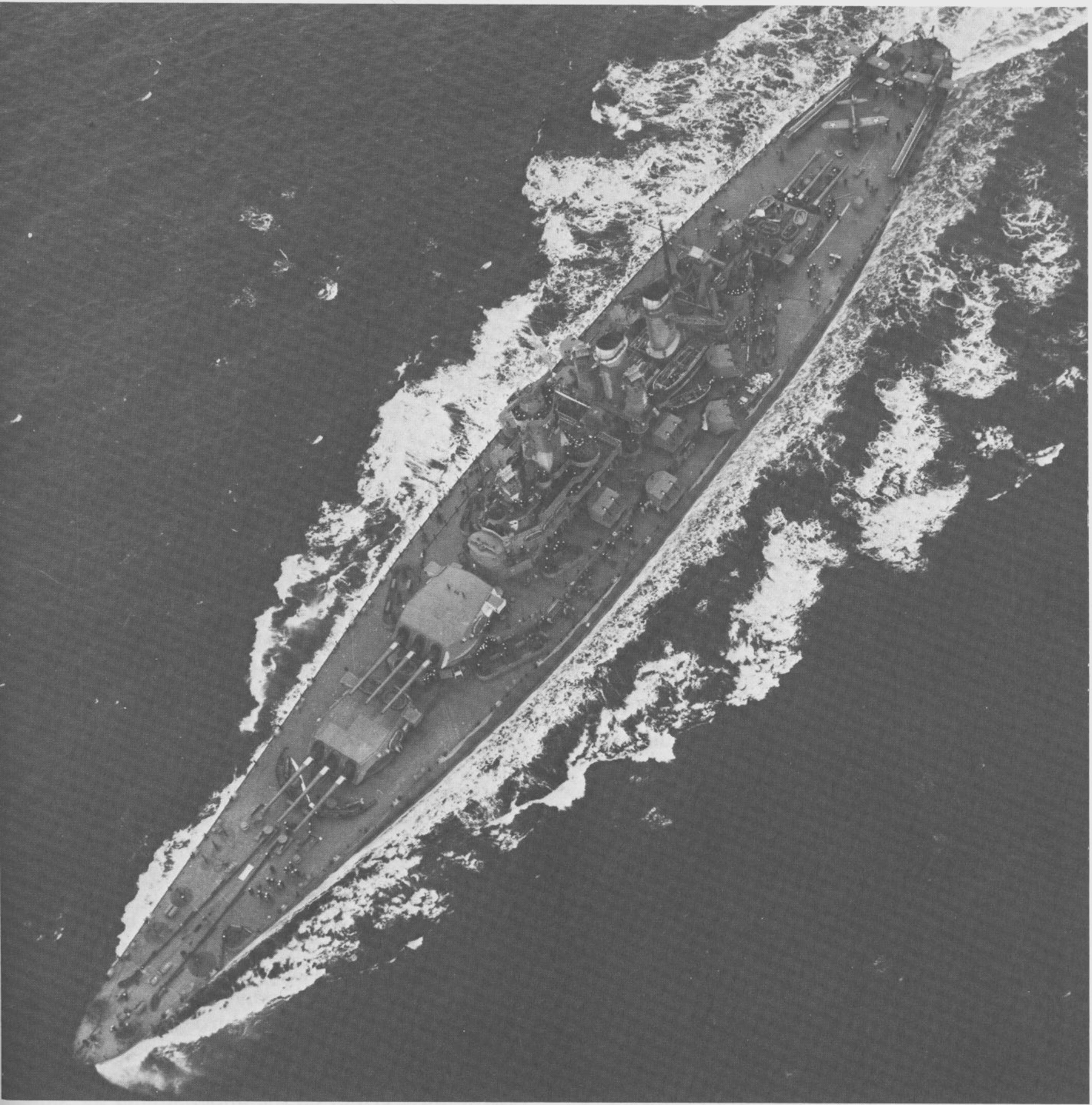
Photographie aérienne de l'USS North Carolina prise le 17 avril 1942

Ces études démontraient les difficultés que rencontraient les concepteurs. Avec un déplacement de 35 000 t, il existait deux choix principaux : un navire similaire au « A1 » qui était rapide (56,5 km/h) mais moins armé et protégé que les cuirassés contemporains ou un navire plus lent mais armé de canons plus lourds même si la protection contre les obus de 16 pouces était très difficile. Les concepteurs proposèrent cinq nouveaux dessins en octobre : « J », « J1 », « K », « L » et « M » fondés soit sur « A » avec une protection renforcée ou « B » avec des dimensions réduites ; tous prévoyaient des canons de 14 pouces et une vitesse de 30 nœuds (55,6 km/h). Quatre tourelles étaient prévues sur les deux premiers dessins mais il était pressenti que cela serait trop lourd et nécessiterait une protection très insuffisante pour compenser. « K » était une évolution de « A1 » avec une ceinture de 15 pouces (381 mm) et un pont blindé de 133 mm capable d'encaisser les obus super-lourds de 14 pouces tirés de 17 à 27 kilomètres. Si le « K » était apprécié au sein de la Marine, son déplacement approchait des 35 000 t ce qui réduisait les possibilités d'évolution du dessin. Les propositions « L » et « M » prévoyaient douze canons montés en tourelles quadruples semblables à celles utilisées par le cuirassé français Dunkerque ; la seule différence était que le « M » économisait 200 tonnes en ayant une tourelle à l'arrière au lieu de trois à l'avant. Des réductions de blindage furent acceptées pour s'assurer que le dessin restait en dessous des limites du traité mais, même ainsi, les deux en étaient très près et le « L » était 46 tonnes au-delà.
De nombreux officiers américains soutenaient la construction de trois ou quatre croiseurs de bataille pour l'escorte des porte-avions et contrer les navires japonais de la classe Kongō. Parmi les partisans de cette proposition, figuraient le secrétaire à la Marine par intérim et chef des opérations navales William H. Standley (en), le président du Naval War College William S. Pye et une petite majorité d'officiers supérieurs. Par conséquent, le comité général choisit le dessin « K » pour servir de base au futur navire.
Au moins 35 dessins furent proposés. Tous numérotés avec des nombres romains et les cinq premiers furent soumis le 15 novembre 1935. Ils étaient les premiers à employer des réductions de masse « sur papier » en ne comptant pas certains éléments qui n'étaient pas spécifiquement définis dans la définition du déplacement standard. Ainsi, même s'il y avait des magasins de 100 obus par canon et 100 obus supplémentaires, le poids des obus n'était pas compté dans les limites de déplacement imposées par le traité.

### «I» — «XVI-D»

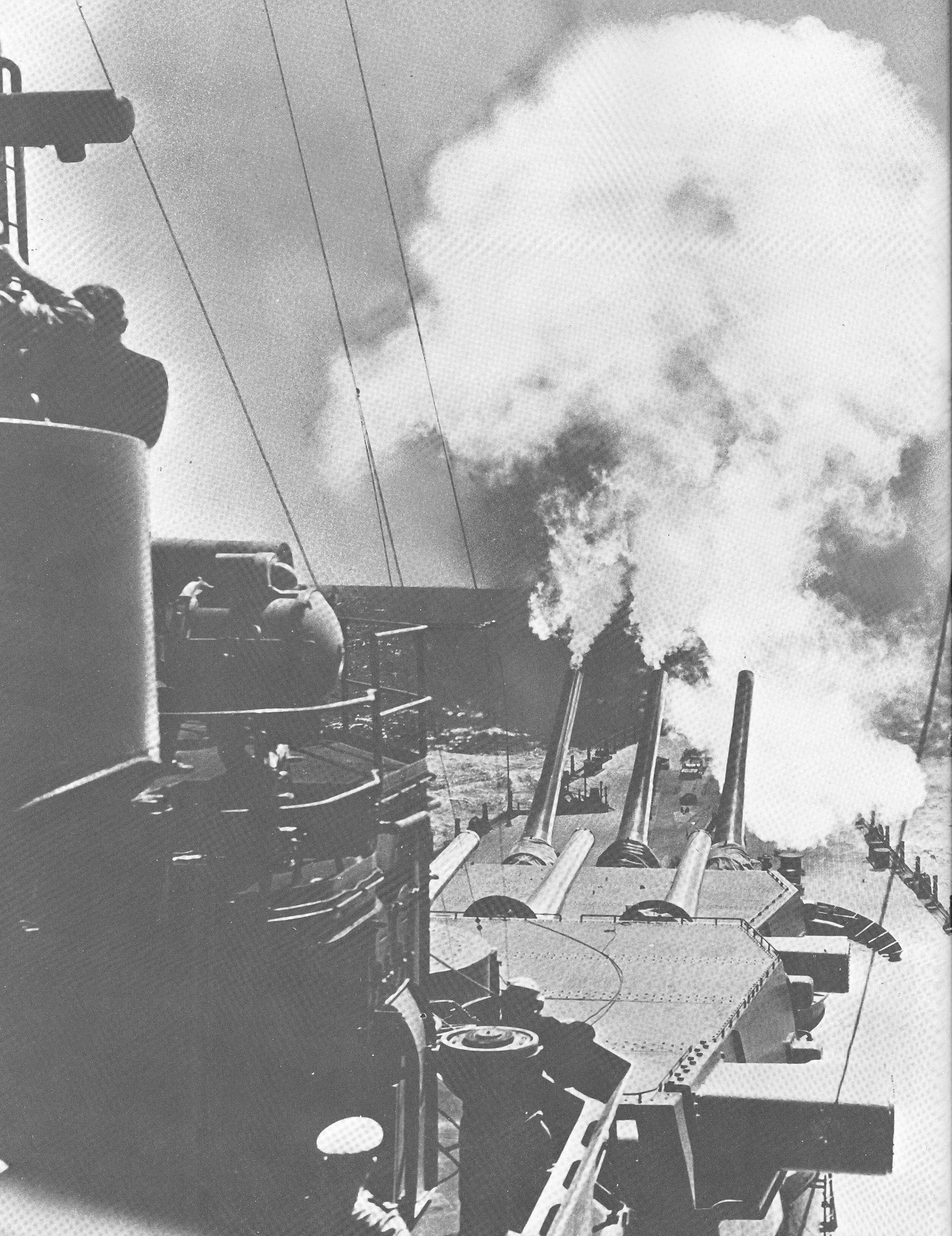
Salve des trois canons de la tourelle 1 de l'USS North Carolina

Les propositions « I » jusqu'à « XVI » avaient à nouveau des caractéristiques très variées. Si la « II » prévoyait un déplacement de 36 317 tonnes, la plupart se conformaient à la limite des 35 000 tonnes et seules cinq propositions prévoyaient une vitesse maximale inférieure à 27 nœuds (50 km/h) avec la plus lente, la « VII », à 22 nœuds (40,7 km/h). Celle-ci revenait à une vitesse plus faible pour favoriser la puissance de feu (douze canons de 14 pouces en tourelles triples) et la protection ; ainsi la propulsion ne développait que 50 000 chevaux-vapeur contre plus du double pour les autres et la longueur était de seulement 200 mètres. La plupart des propositions prévoyaient une longueur de 220 ou 221 mètres bien que la longueur de six était comprise entre 200 et 210 mètres. Les huit premières propositions ("I"-"IV-C") emportaient neuf canons de 14 pouces mais plusieurs autres combinaisons furent proposées comme huit canons de 14 pouces en deux tourelles quadruples (la « V » prévoyait même deux tourelles quadruples de 16 pouces) ou huit canons de 14 pouces en quatre tourelles doubles à l'avant du navire (« VIA » et « VIB »).
La version « XVI » du 20 août 1936 était un navire de 218 mètres naviguant à la vitesse de 27 nœuds mais le Bureau of Ordnance était peu convaincu, du fait de plusieurs problèmes. Des essais en modèles réduits montrèrent qu'à haute vitesse, les vagues générées par la forme de la coque laissaient apparaître des portions non-blindées de la coque où se trouvaient les magasins. Les obus plongeants tirés d'une distance comprise entre 19 et 28 km pouvaient également atteindre les parties basses du navire voire la coque immergée. De même, le Bureau considérait que la formule utilisée pour calculer les effets des bombes larguées par avions n'était pas réaliste et que les protections contre celles-ci pourraient ne pas être suffisantes. Les solutions à ces problèmes étaient toutes impossibles à mettre en œuvre ; l'ajout de blindage supplémentaire autour des magasins pourrait neutraliser l'efficacité du système anti-torpilles et entraînerait le dépassement de la limite des 35 000 tonnes. Le comité général détesta ce concept et déclara qu'il ne s'agissait pas d'un « véritable cuirassé » du fait de ses problèmes de protection et de vitesse.
Pour résoudre ces problèmes, une nouvelle série de propositions, « XVI-B » — « XVI-D » fut soumise en octobre 1936. Ces propositions étaient toutes des modifications du concept « XVI » d'une longueur de 218 mètres avec douze canons de 14 pouces répartis en trois tourelles quadruples, une ceinture principale de 284,5 mm inclinée à 10° et un pont blindé d'une épaisseur variant de 129.5 à 142,2 mm. Dans la version suivante, la longueur fut fixée à 221 m pour une plus grande vitesse mais cela signifiait que seuls onze canons de 14 pouces pouvaient être installés avec une ceinture principale réduite à 260 mm. Alternativement, un canon pouvait être échangé contre une ceinture de 342,9 mm et un autre contre une vitesse de 30 nœuds (55,6 km/h). Cette dernière proposition devint le concept « XVI-C » très apprécié du comité car offrant assez de protection pour qu'il puisse survivre au sein d'une ligne de bataille et une vitesse suffisante pour qu'il puisse opérer dans l'escorte des porte-avions et l'assaut de convoi
Cependant, l'un des membres du comité, l'amiral Joseph M. Reeves, qui avait été l'un des principaux théoriciens de l'utilisation des porte-avions américains, n'appréciait pas le « XVI-C » car il considérait qu'il n'était pas assez rapide pour opérer efficacement avec les rapides porte-avions naviguant à 33 nœuds (61,1 km/h) et qu'il n'était pas assez puissant par rapport à son coût. Il proposa alors le développement d'un « XVI » auparavant rejeté en ajoutant des protections supplémentaires sur les magasins pour les protéger des obus tirés à une distance supérieure à 17,6 km. Après d'autres modifications, Reeves présenta le projet au chef des opérations navales, l'amiral William H. Standley, qui approuva le « XVI » et sa version modifiée contre l'avis du comité général qui proposait la construction du « XVI-C ». Le seul ajout de Stanley aux caractéristiques était une provision pour l'installation de tourelles triples de 16 pouces à la place des tourelles quadruples de 356 mm si la « clause de non-respect » du Second Traité naval de Londres était invoquée,.

### «Clause de non-respect»
Le second traité de Londres précisait que les navires ne pouvaient pas emporter des canons d'un calibre supérieur à 14 pouces mais une « clause de non-respect » avait été imposée par les négociateurs américains dans le cas où l'un des signataires du traité de Washington de 1922 ne se conformait pas à cette limite. Cette provision autorisait les signataires du second traité de Londres, la France, le Royaume-Uni et les États-Unis à faire passer la limite de 14 à 16 pouces si le Japon ou l'Italie refusaient de signer le traité avant le 1er avril 1937. Lors de la conception de la classe North Carolina, les concepteurs se concentrèrent sur l'artillerie de 14 pouces mais la disposition ajoutée par Stanley imposait qu'un passage de 14 à 16 pouces devait être possible même après que la quille eut été posée. Le Japon rejeta formellement la limite de calibre le 27 mars 1937 ce qui signifiait que la « clause de non-respect » pouvait être invoquée. Il y avait encore cependant des obstacles à surmonter, Roosevelt subissait d'importantes pressions politiques pour qu'il refuse l'installation de canons de 16 pouces, :

« Je ne souhaite pas que les États-Unis soient la première nation maritime à adopter les canons de 16 pouces... Du fait de l'importance internationale des États-Unis dans le respect des principes imposés par les traités de Washington et de Londres, il me semble que les deux nouveaux cuirassés doivent envisager les canons de 14 pouces »

L'amiral Reeves se prononça fortement en faveur d'un armement supérieur. Dans une lettre de deux pages adressée au secrétaire à la Marine Claude A. Swanson et indirectement à Roosevelt, Reeves avançait que la plus grande puissance des canons de 16 pouces était d'une importance capitale et rappelait le précédent de la bataille du Jutland lors de la Première Guerre mondiale où certains cuirassés avaient résisté à dix ou vingt obus tandis que d'autres avaient été pulvérisés en trois ou sept impacts car les obus avaient été capables de percer les protections des magasins et des tourelles. Reeves avança également que des canons plus imposants permettraient l'utilisation de la « méthode de tir indirecte » en cours de développement où les avions seraient utilisés pour orienter les tirs d'artillerie afin qu'ils puissent toucher des cibles derrière l'horizon. De même comme les nouveaux navires construits par les puissances étrangères seraient équipés d'une protection plus importante, Reeves considérait que les canons de 14 pouces ne seraient pas capables de percer cette épaisseur supplémentaire de blindage.
Dans une ultime tentative, le secrétaire d'État américain Cordell Hull envoya le 4 juin un télégramme à l'ambassadeur au Japon, Joseph Grew, indiquant que les États-Unis accepteraient de conserver des canons de 14 pouces si le Japon faisait de même. Les Japonais répondirent qu'ils ne pouvaient accepter à moins que le nombre des cuirassés ne soit également limité ; ils voulaient que le Royaume-Uni et les États-Unis acceptent d'avoir autant de navires que le Japon mais cette condition fut rejetée. Le 24 juin, les deux navires de la classe North Carolina furent commandés avec des canons de 14 pouces mais le 10 juillet, Roosevelt imposa le passage à des canons de 16 pouces,.
|  |  |
|  |  |

## Spécifications

Coupe d'une tourelle de 16 pouces de la classe North Carolina

### Armement
Les deux cuirassés de la classe North Carolina étaient armés avec neuf canons de 16 pouces (406 mm)/45 et vingt canons de 5 pouces (127 mm)/38. Leur armement léger était composé d'un nombre varié de canons de 40, 28 (en) et 20 mm ainsi que de mitrailleuses de 12,7 mm.

#### Artillerie principale
Les canons de 16"/45 Mark 6 installés sur les navires de la classe North Carolina et de la classe South Dakota étaient des versions améliorées de ceux montés sur les cuirassés de la classe Colorado d'où leur nom de Mark 6. Ces nouveaux canons étaient capables de tirer le nouvel obus antiblindage de 2 700 livres (1 225 kg) développé par le Bureau of Ordnance avec une vitesse initiale de 701 m/s. La durée de vie du canon, exprimée en nombre de coups tirés, avant que ce dernier ne doive être réalésé ou remplacé était de 395 mais ce nombre passait à 2 860 si des obus d'exercice étaient utilisés. Les tourelles pouvaient tourner de 150° de chaque côté du navire à la vitesse de 4° par seconde. Les canons pouvaient être élevés selon un angle maximal de 45° ; les tourelles 1 et 3 pouvaient s'abaisser de 2° sous l'horizontale mais du fait de sa position surélevée, l'angle minimum de la tourelle 2 était de 0°.
Chaque canon mesurait 18 700 mm de long mais n'était rayé que sur 15 670 mm. La portée maximale avec l'obus antiblindage était obtenue avec une élévation de 45° et atteignait les 33,7 km. Avec la même élévation, un obus plus léger hautement explosif de 1 900 livres (862 kg) pouvait être envoyé à 36,7 km. Les canons pesaient chacun 87 230 kg sans la culasse tandis que les tourelles atteignaient environ 1 410 tonnes.
Le canon Mark 6 avait un léger avantage sur le canon de même calibre Mark 7 installé sur la future classe Iowa. L'obus tiré par le premier était généralement plus lent que celui tiré par le second ce qui signifiait qu'il avait une trajectoire plus raide lors de sa retombée. À 32 km, ce dernier tombait sur le navire selon un angle de 45.2° tandis que l'obus tiré par le Mark 7 n'arrivait que selon un angle de 36°.

#### Artillerie secondaire

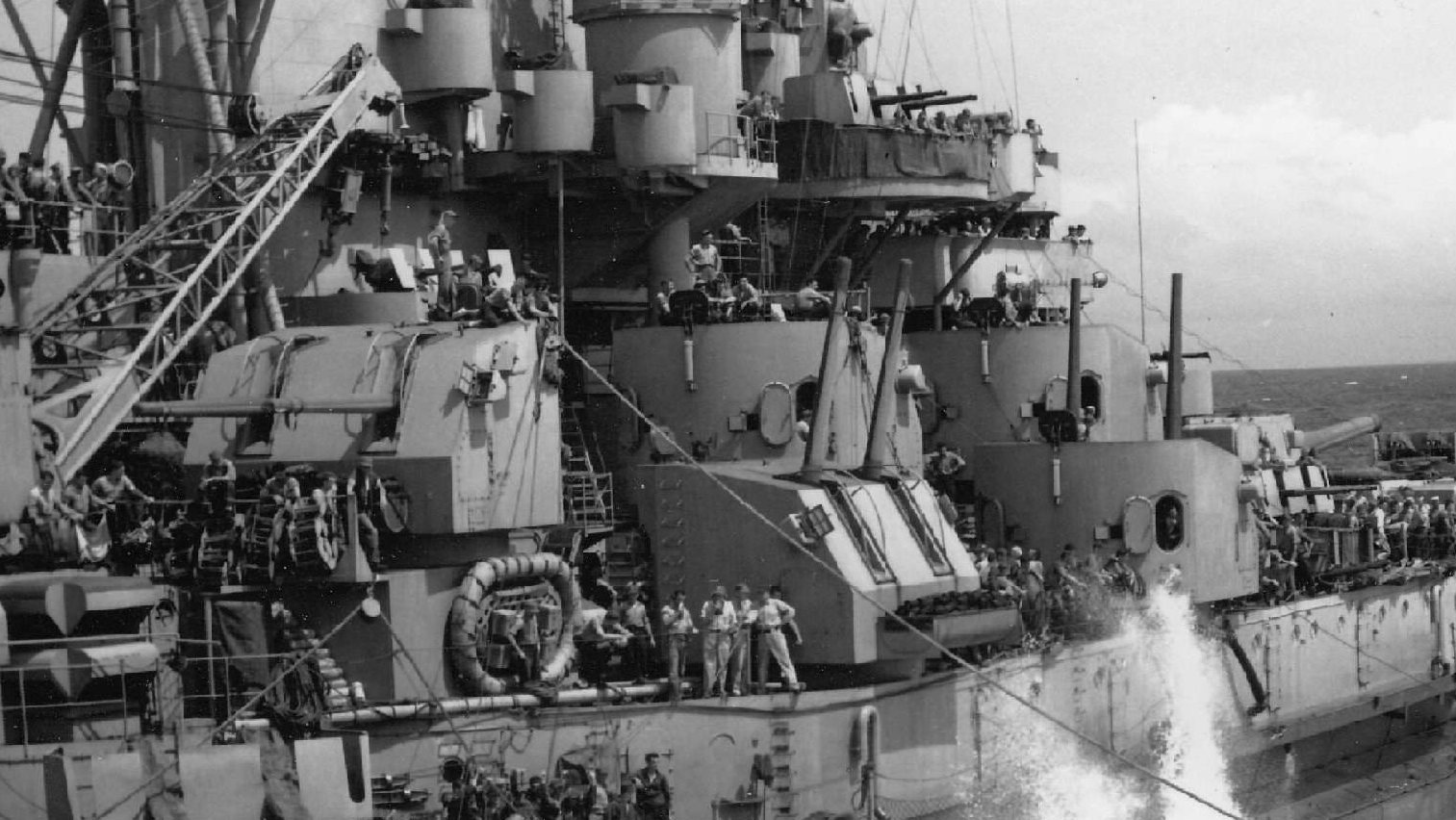
Cinq tourelles de canons de 5 pouces à bord de l' en 1944. Cette disposition était identique sur les cuirassés de la classe North Carolina.

Les deux cuirassés de la classe North Carolina emportaient dix tourelles doubles de canons de 5"/38 Mark 28. Initialement conçus pour équiper les destroyers construits dans les années 1930, ces canons se révélèrent si performants qu'ils furent installés sur une grande variété de navires américains pendant la Seconde Guerre mondiale dont tous les navires capitaux et un grand nombre de plus petits navires construits entre 1934 et 1945. Ils étaient considérés comme « très fiables, robustes et précis » par le Bureau of Ordnance.
Le canon de 5"/38 pouvait être à la fois utilisé contre des cibles navales et contre l'aviation. Ses capacités antiaériennes étaient satisfaisantes et des essais d'artillerie réalisés en 1941 à bord de l'USS North Carolina montrèrent que le canon pouvait abattre des appareils volants à 13 000 pieds (3 962 m) d'altitude, deux fois plus haut que la portée du canon de 5"/25 conçus spécialement pour un rôle antiaérien.
Chaque canon de 127 mm/38 pesait 1 800 kg sans la culasse mais l'ensemble avec la tourelle pesait 70 894 kg. Le canon mesurait 5 680 mm de long dont 3 990 mm étaient rayés. Les obus étaient tirés à une vitesse comprise entre 762 et 792 m/s. Environ 4 800 obus pouvaient être tirés avant que le canon ne doive être remplacé. Les élévations minimales et maximales étaient respectivement de -15° et de 85°. Les canons pouvaient être levés et abaissés à la vitesse de 15° par seconde. Les tourelles à l'avant et à l'arrière pouvaient tourner sur 300° tandis que les autres étaient limitées à 180° du fait de la superstructure. La rotation se faisait à environ 25° par seconde.

### Artillerie légère

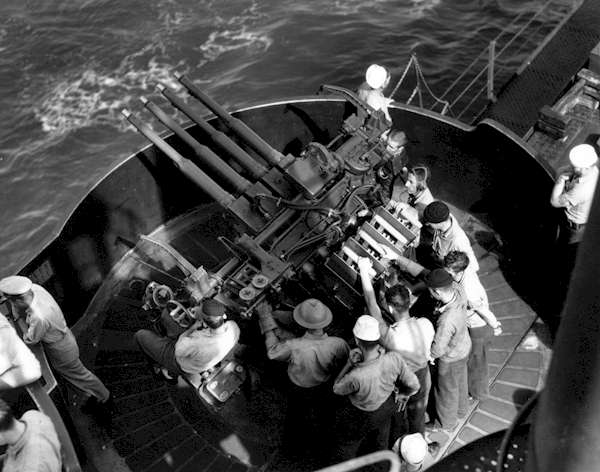
Affût quadruple de canons de 28 mm à bord de l' en 1942.

L'artillerie légère de la classe North Carolina était composée d'un nombre varié de canons de 40, 28 et 20 m et de mitrailleuses de 12,7 mm. Le dessin initial prévoyait uniquement quatre tourelles quadruples de canons de 28 mm et douze mitrailleuses mais ce nombre fut largement augmenté durant la guerre du fait de la menace posée par l’aviation.
Sur les deux navires, deux nouvelles tourelles quadruples de 28 mm furent ajoutées à la place des projecteurs situés au milieu du navire. Après le torpillage de l'USS North Carolina en 1942, ces tourelles furent supprimées et dix tourelles quadruples de canons de 40 mm furent installés. Il y en avait quatorze en juin 1943 et une quinzième fut montée sur le troisième mât en novembre. L'USS Washington conserva ses six montures quadruples de 28 mm jusqu'au milieu de l'année 1943 lorsque dix tourelles quadruples de canons de 40 mm les remplacèrent. En août, il en avait quinze et les deux navires conservèrent ce nombre jusqu'à la fin de la guerre.
Les mitrailleuses de 12,7 mm n'avaient pas la portée ou la puissance suffisante pour affronter les appareils modernes et devaient être remplacés par un nombre équivalent de canons de 20 mm mais rien ne fut fait immédiatement. De fait, les deux navires de la classe emportèrent des canons de 20 mm et des mitrailleuses de 12,7 mm durant la plus grande partie de l'année 1942. En avril, l'USS North Carolina en avait respectivement quarante et douze tandis que l'USS Washington en avait vingt et douze. Deux mois plus tard, le nombre de canons de 20 mm restait le même mais douze mitrailleuses de 12,7 mm avaient été ajoutées. En septembre, l'USS Washington reçut vingt canons de 20 mm en plus mais cinq d'entre eux et toutes les mitrailleuses furent retirés pour laisser la place à deux montures quadruples de 28 mm. Lors de ses réparations après son torpillage, l'USS North Carolina reçut six nouveaux canons de 20 mm et toutes ses mitrailleuses furent retirées. L'USS Washington avait 64 canons de 20 mm en avril 1943 et l'USS North Carolina en avait 53 en mars 1944. En avril 1945, l'USS North Carolina disposait de 56 canons de 20 mm tandis que l'USS North Carolina en avait 75.
Une partie des batteries d'artillerie de 20 et 40 mm est servi par le détachement de Marines de bord.

### Électronique

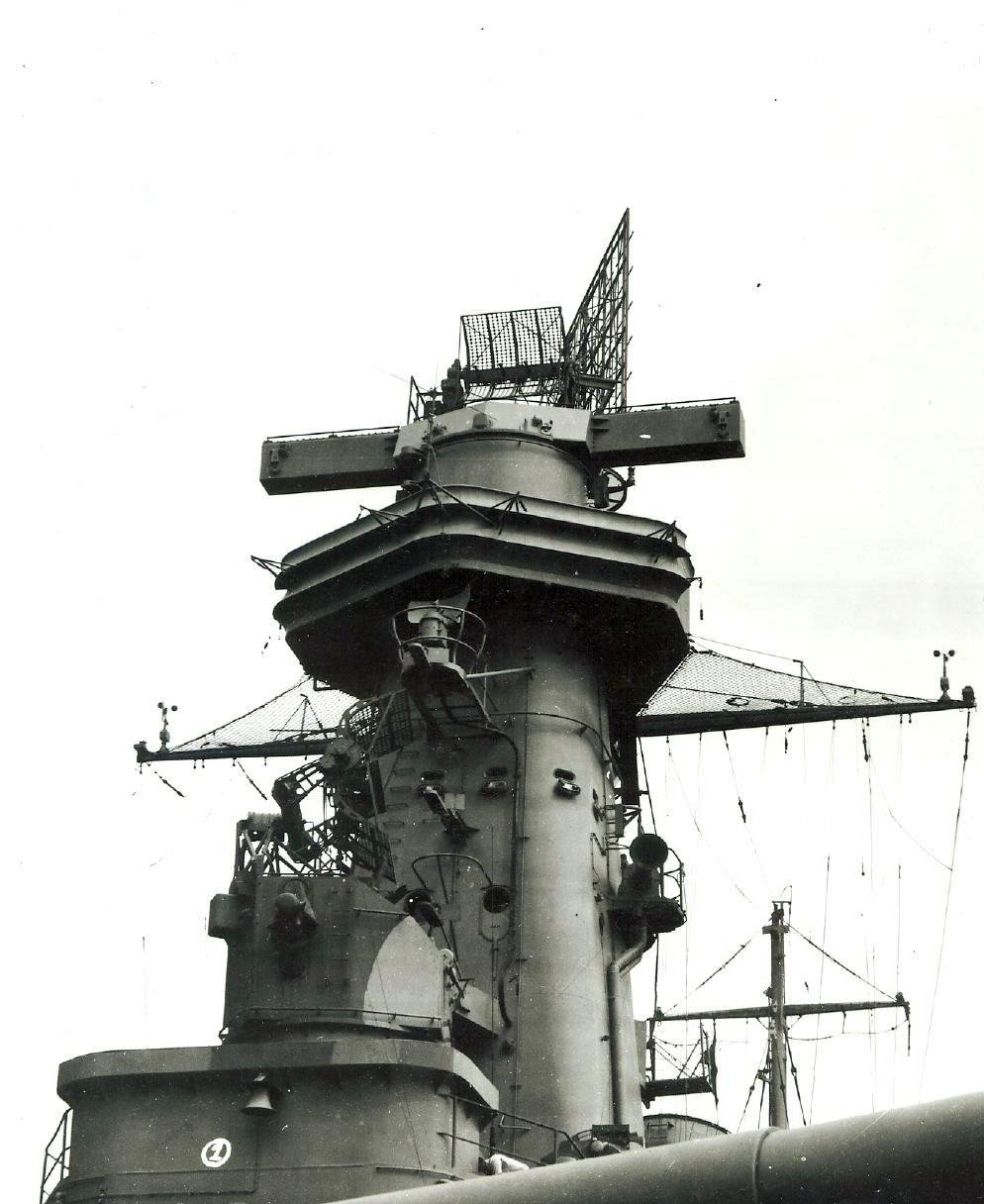
Mât de misaine de l'USS Washington avec le radar SG à son sommet

L'USS North Carolina et l'USS Washington furent conçus avant le radar et étaient initialement équipés de nombreux systèmes de conduite de tir et de télémétrie optique. Les premiers furent conservés jusqu'à la fin de l'année 1944 lorsqu'ils furent remplacés par un radar microondes Mark 27 et un radar de contrôle de tir Mark 3 pour l'artillerie principale. Les télémètres furent supprimés entre la fin de l'année 1941 et le milieu de l'année 1942 et remplacés par de nouveaux canons de 20 mm. De plus les deux navires étaient à l'origine équipés avec deux contrôleurs de tir Mark 38, un radar CXAM de détection aérienne, deux Mark 3 et trois Mark 4 pour le contrôle de l'artillerie secondaire.
En novembre 1942, l'USS North Carolina reçut un nouveau radar Mark 4 et un radar SG de détection de surface. En avril 1944, les deux navires étaient équipés de la configuration standard des cuirassés avec des radars SK et SG (pour la détection de surface et aérienne), un SG de secours et des Mark 8 pour diriger l'artillerie principale. Une antenne parabolique SK-2 remplaça le radar SK obsolète et les Mark 12 et 22 supplantèrent les Mark 4 en septembre 1944.
Les deux navires subirent de profondes modifications vers la fin ou après la guerre ; l'USS North Carolina possédait un radar de surface SP, un radar de détection aérienne SK-2, un système de contrôle de l'artillerie principale Mark 38 avec des radars Mark 13 et 27, un système de contrôle de l'artillerie secondaire Mark 37 avec des radars Mark 12, 22 et 32, un système de contrôle de l'artillerie légère Mark 57 avec un radar Mark 34 et un brouilleur de radar TDY,

### Propulsion
Les navires de la classe North Carolina étaient équipés de quatre turbines General Electric et de huit chaudières Babcock & Wilcox. Les chaudières de l'USS North Carolina fournissaient de la vapeur à la pression de 39,7 bar et à la température de 454 °C. Pour atteindre les 27 nœuds demandés, les systèmes de propulsion étaient initialement conçus pour délivrer 115 000 hp mais les nouvelles technologies utilisées accrurent cette puissance à 121 000 hp. Malgré cette amélioration, la vitesse maximale du navire n'augmenta pas car les modifications furent ajoutés tardivement dans le processus de construction. Les turbines déjà installées ne pouvaient pas exploiter le surplus de pression et de température et le rendement n'augmenta pas dans les proportions prévues. Lorsque le navire culait les moteurs développaient 32 000 hp,.

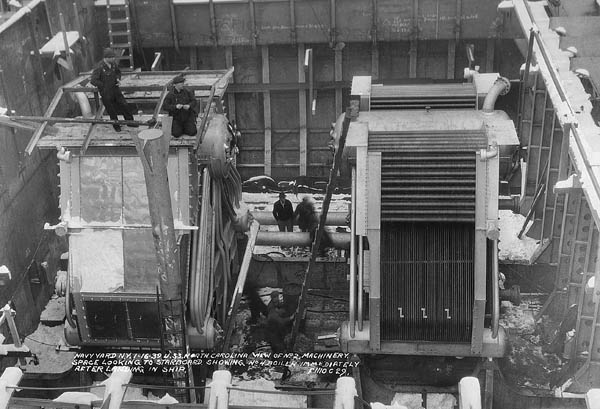
Salle des machines no 2 de l'USS North Carolina en cours d'installation le 16 janvier 1939.

Le système de propulsion était divisé en quatre salles des machines toutes situées dans l'axe du navire. Chaque salle comprenait une turbine et deux chaudières sans séparation entre les deux. Cela était fait pour éviter le risque de chavirage dans l'éventualité où l'une des salles des machines serait inondée. Les première et troisième salles des machines étaient disposées avec la turbine sur tribord et les chaudières à bâbord et cette disposition était inversée pour les deux autres salles. Les navires possédaient quatre hélices équipées de quatre pales ; la paire d'hélice extérieure avait un diamètre de 4,67 m et la paire intérieure 5,07 m. Les deux salles des machines les plus à l'avant actionnaient la paire d'hélices externe tandis que les deux autres salles fournissaient l'énergie à la paire interne. La direction était contrôlée par deux gouvernails,.
Au moment de leur lancement, les navires avaient une vitesse maximale de 28 nœuds (51,9 km/h) mais l'ajout d'autres équipements comme l'artillerie antiaérienne réduisit cette vitesse à 26,8 nœuds (49,6 km/h) en 1945. L'augmentation de poids limita également le rayon d'action des navires. En 1941, ceux-ci pouvaient parcourir 32 320 km à la vitesse de 15 nœuds (27,8 km/h) ; en 1945, le rayon d'action était passé à 30 220 km. À 25 nœuds (46,3 km/h), le rayon d'action était de seulement 10 640 km.
L'énergie électrique était fournie par huit générateurs. Quatre étaient des turbo-alternateurs spécialement conçus pour l'usage maritime et fournissaient chacun 1 250 kW. Les quatre autres étaient des générateurs diesel fournissant chacun 850 kW. Deux petits générateurs diesel de secours de 200 kW étaient prévus si les générateurs principaux étaient endommagés. La puissance totale était de 8 400 kW, sans compter les générateurs de secours, sous la forme d'un courant alternatif de 450 volts.

### Protection

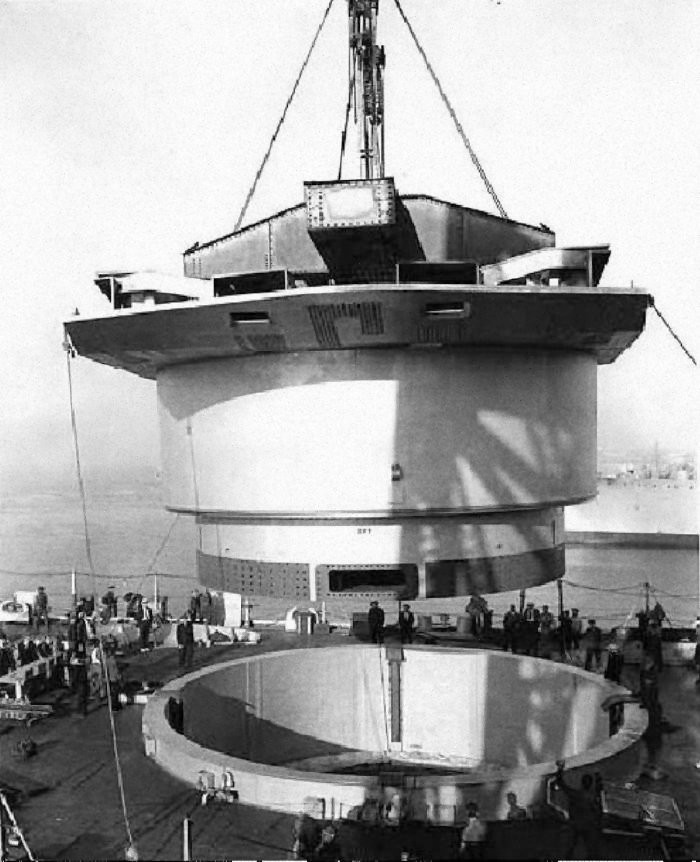
Installation de l'une des tourelles principales de l'USS Washington. L'épaisseur de la barbette allait de 290 à 490 mm.

Les cuirassés de la classe North Carolina incorporaient un blindage « tout-ou-rien » qui représentait 41 % du déplacement total. La partie blindée s'étendait de dessous les canons de la première tourelle avant jusque sous les canons de la tourelle arrière. La ceinture principale avait une épaisseur de 300 mm et était renforcée par 19 mm d'un acier spécialement traité. L'épaisseur se réduisait à 150 mm dans les parties basses de la ceinture. Les cuirassés possédaient trois ponts blindés ; le pont principal mesurait 37 mm d'épaisseur, le second 130 mm et le troisième 13 mm. Le premier pont avait pour mission de faire exploser les projectiles tandis que le second protégeait les parties sensibles du navire. Le troisième pont devait arrêter les éclats qui auraient traversé le second pont et servait de base à la cloison anti-torpille. Le château était relié à la superstructure blindée par des tubes de communications protégés par 360 mm de blindage. La protection du château allait de 410 mm sur les flancs à 370 mm sur l'avant et l'arrière. L'épaisseur sur le toit était de 180 mm et celle du fond était de 99 mm,.
Les tourelles principales étaient lourdement protégées : le blindage avant avait une épaisseur de 410 mm, contre 230 mm pour les flancs, 300 mm pour l'arrière et 180 mm pour le toit. 410 mm était l'épaisseur maximale que pouvait produire l'industrie sidérurgique au moment de la conception des navires. En 1939, il devint possible de créer des plaques de 457 mm mais elles ne furent pas installées car cela aurait retardé le lancement des navires de 6 à 8 mois. Les barbettes qui accueillaient les tourelles étaient également fortement protégées avec une épaisseur de blindage allant de 290 à 410 mm. Les canons de 5 pouces étaient protégés par des plaques de 50 mm.
Les flancs du navire incorporaient cinq compartiments divisés par des cloisons anti-torpilles et un large bulbe anti-torpilles placé le long de la partie blindée de la coque. Les deux compartiments extérieurs, celui au centre et le bulbe restaient vides tandis que les troisième et quatrième compartiments étaient remplis d'eau. Le système complet était conçu pour pouvoir résister à des ogives de 320 kg de TNT. La protection sous-marine était assurée par un triple fond large de 1,75 m. La couche extérieure mesurait 0,91 m de large et était remplie de liquide tandis que la couche intérieure large de 70 mm était gardée vide. Le triple fond était également compartimenté pour éviter une inondation catastrophique si la coque extérieure était percée.

## Construction

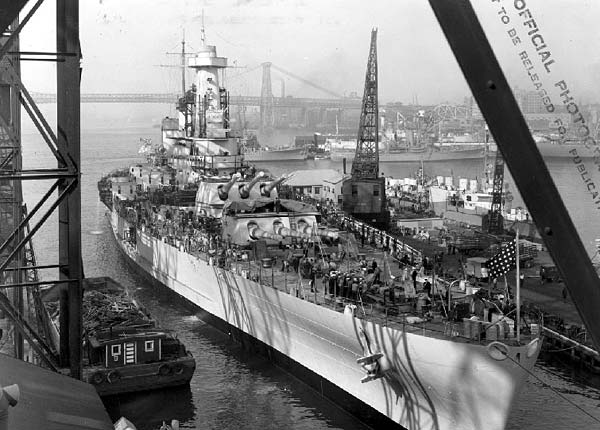
L'USS North Carolina peu après sa mise en service en avril 1941

La construction des deux navires, d'un coût unitaire de 50 millions de dollars (environ 8,7 milliards de dollars de 2012), fut autorisée en janvier 1937. Cinq chantiers navals soumirent des offres pour la construction de l'un des deux navires. Trois étaient des entreprises privées : Bethlehem Shipbuilding, New York Shipbuilding et Newport News Shipbuilding. Les deux autres, le New York Navy Yard et le Philadelphia Naval Shipyard, étaient contrôlés par le gouvernement. Les chantiers privés firent des offres comprises entre 46 et 50 millions de dollars tandis que les chantiers publics descendirent jusqu'à 37 millions de dollars.
Les offres des compagnies privées étaient fortement influencées par les législations du New Deal. Le Vincent-Trammell Act limitait les profits possibles dans la construction navale à 10 % tandis que le Walsh-Healey Public Contracts Act imposait un salaire minimum et des nouvelles conditions de travail pour les ouvriers. Ce dernier texte affecta grandement la capacité de la Marine à acquérir de l'acier car il causait des frictions entre les ouvriers et les dirigeants d'industrie qui étaient opposés à la semaine de travail de 48 heures et aux dispositions concernant le salaire minimum. Il existait également une guerre larvée entre le syndicat des ouvriers spécialisés, la Fédération américaine du travail et celui des ouvriers non spécialisés, le Congrès des organisations industrielles. Au milieu de ces luttes, la Marine avait du mal à obtenir 8 200 tonnes d'acier pour construire six destroyers et trois sous-marins mais des quantités bien plus importantes étaient nécessaires pour les futurs cuirassés.
Ces problèmes associés avec des modifications de conception et des problèmes sociaux, comme une grève à la Federal Shipbuilding and Drydock Company qui construisait deux destroyers pour la Marine, firent passer le prix unitaire des cuirassés à 60 millions de dollars. En dépit de cette forte hausse du coût, le Bureau of Steam Engineering et le Bureau of Construction and Repair recommandèrent que les offres des deux chantiers navals publics soient acceptées. Cela fut confirmé car les offres des chantiers privés étaient considérées comme excessivement chères. Les noms North Carolina et Washington furent choisis le 3 mai 1937 et les contrats furent envoyés aux chantiers navals de New York et de Philadelphie le 24 juin 1937. Peu après cette annonce, le président Roosevelt fut la cible d'intenses pressions de la part des politiciens et des citoyens de Camden et du New Jersey dans une ultime tentative pour que l'USS North Carolina soit construit dans le chantier naval de Camden contrôlé par New York Shipbuilding ; un tel contrat permettrait de fournir du travail aux nombreux chômeurs de la région, sa construction promettait des emplois à cinq mille ouvriers qualifiés et vingt mille emplois indirects dans le grand New York. Roosevelt refusa en avançant que la différence de prix était trop importante. À la place, le chantier de Camden reçut une commande de deux navires ravitailleurs en décembre 1937, l'USS Dixie et l'USS Prairie,.
La construction des cuirassés de la classe North Carolina fut ralentie par les problèmes matériels mentionnés ci-dessus, les changements dans les plans comme le remplacement des canons de 14 pouces par les canons de 16 pouces et le besoin de renforcer et d'agrandir la cale existante. L'usage accru du soudage fut proposé pour renforcer les structures et réduire le poids total. Un gain de masse de 10 % était espéré mais le soudage ne fut utilisé que sur environ 30 % du navire du fait des coûts associés à la technique.

## Service

### USSNorth Carolina
La quille de l'USS North Carolina fut posée le 27 octobre 1937 et le navire fut lancé le 13 juin 1940 tandis que sa mise en service eut lieu le 9 avril 1941 ; il était le premier cuirassé américain construit depuis ceux de la classe Colorado au début des années 1920. Il ne fut cependant pas placé en service actif du fait de problèmes de vibrations sur les arbres propulseurs, un problème également rencontré sur l'USS Washington et d'autres navires comme le croiseur léger USS Atlanta. Plusieurs modèles d'hélices furent testés à bord de l'USS North Carolina dont des versions à quatre pales ou des versions modifiées de l'hélice originale à trois pales. Ces essais devant être réalisés en mer, le navire faisait de fréquents aller-retours entre le port de New York et l'océan Atlantique, ce qui lui valut le surnom de Showboat (« navire de croisière »),,,.
Après une série de tests dans la mer des Caraïbes et une participation à divers exercices militaires, l'USS North Carolina emprunta le canal de Panama pour rejoindre le théâtre d'opération du Pacifique à l'été 1942. Il intégra la Task Force 16 et escorta le porte-avions USS Enterprise durant la bataille de Guadalcanal. Lors de la bataille des Salomon orientales les 24 et 25 août 1942, les avions américains coulèrent le porte-avion léger Ryūjō mais l'aéronavale japonaise des porte-avions Shōkaku et Zuikaku attaqua la Task Force 16. L'USS North Carolina abattit entre 7 et 14 appareils sans subir de gros dégâts mais l'USS Enterprise reçut trois bombes et fut gravement endommagé.

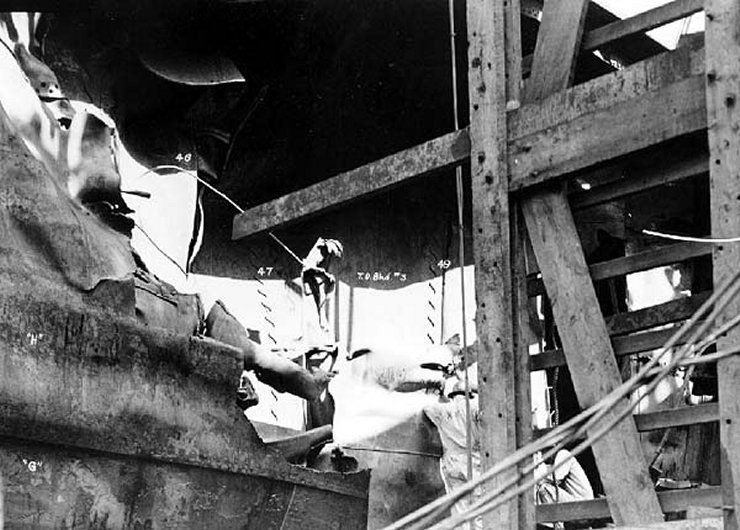
La torpille du sous-marin japonais I-19 créa un trou béant dans la coque de l'USS North Carolina.

L'USS North Carolina rejoignit ensuite le porte-avions USS Saratoga et l'escorta lors de la bataille de Guadalcanal. Même s'il évita une torpille le 6 septembre, le cuirassé fut touché le 15 septembre. Sur les six torpilles tirées par le sous-marin japonais I-19, trois touchèrent le porte-avions USS Wasp, une heurta le destroyer USS O'Brien, une rata sa cible et la dernière percuta l'USS North Carolina. L'ogive de 300 kg toucha le navire sur bâbord à 6,1 m sous la ligne de flottaison juste derrière la tourelle 1. La torpille créa un trou de 9,8 m par 5 permettant à 990 t d'eau d'entrer dans le navire. Pour compenser il fut décidé d'inonder une autre partie du navire avec 490 t d'eau ; l’explosion tua cinq marins et en blessa vingt autres. Bien que l'USS North Carolina puisse encore naviguer à 24 nœuds (44,4 km/h), il dut ralentir à 18 nœuds (33,3 km/h) pour s'assurer que les réparations temporaires ne cèdent pas. Les dégâts structuraux sous la première tourelle la rendait incapable de tirer sauf en cas de besoin immédiat et le principal radar tomba en panne. Comme il s'agissait du premier cuirassé moderne américain à être touché par une torpille, cela attira l'attention de nombreux officiers de la Marine. Le système de protection contre les torpilles avait failli céder près de l'une des zones les plus sensibles du navire (un magasin) et cela fut exploité par ceux qui considéraient que trop de protection avait été sacrifiée lors de la conception des navires. Le comité général demanda donc l'installation d'un bulbe anti-torpille sur les deux derniers navires de la classe Iowa, l'USS Illinois et l'USS Kentucky afin de protéger les magasins. Cependant, le nouveau Bureau of Ships s'y opposa et aucune modification ne fut réalisée,,,.
Après des réparations dans la base de Pearl Harbor, l'USS North Carolina servit dans l'escorte des porte-avions USS Enterprise et USS Saratoga pour le reste de l'année 1942 et la plus grande partie de l'année 1943 alors qu'ils fournissaient un support aérien dans les Salomon. Dans le même temps, il reçut de nouveaux systèmes de conduite de tir en mars, avril et septembre 1943 à Pearl Harbor. En novembre, l'USS North Carolina escorta l'USS Enterprise lors des attaques sur Makin, Tarawa et Abemama. Au début du mois de décembre, il bombarda Nauru avant de rejoindre le porte-avions USS Bunker Hill au large de Kavieng en Nouvelle-Irlande,.
L'USS North Carolina intégra la Task Force 38 en janvier 1944 au sein de laquelle il devint le navire amiral de l'amiral Willis A. Lee et offrit un soutien aux assauts aériens sur Kwajalein, Namur, Truk, Saipan, Tinian, Guam, Palau, Woleai et Hollandia. En avril, le cuirassé bombarda les installations défensives de Ponape avant de rejoindre Pearl Harbor pour réparer un gouvernail endommagé. Après ces réparations, l'USS North Carolina rejoignit l'USS Enterprise le 6 juin lors de l'attaque des îles Mariannes,.
À la fin du mois de juin, il fut l'un des navires américains qui participa au soi-disant « tir aux pigeons des Mariannes » où les Japonais subirent des pertes catastrophiques. Des problèmes avec les arbres propulseurs le forcèrent à rejoindre le Puget Sound Naval Shipyard dans l'État de Washington où il subit plusieurs modifications importantes. Il retourna au service actif en novembre et à sa tâche d'escorteur et fut touché par un typhon. Le cuirassé protégea les porte-avions alors qu'ils fournissaient un soutien aérien aux forces d'invasion à Leyte, Luçon et dans les Visayas. Un nouveau typhon coula trois destroyers mais l'USS North Carolina en sortit indemne et accompagna les porte-avions attaquant les positions japonaises sur Formose, en Indochine, en Chine, dans les îles Ryūkyū et à Honshū en janvier et février 1945. Durant la bataille d'Iwo Jima, il fournit un soutien d'artillerie aux troupes de débarquement,.

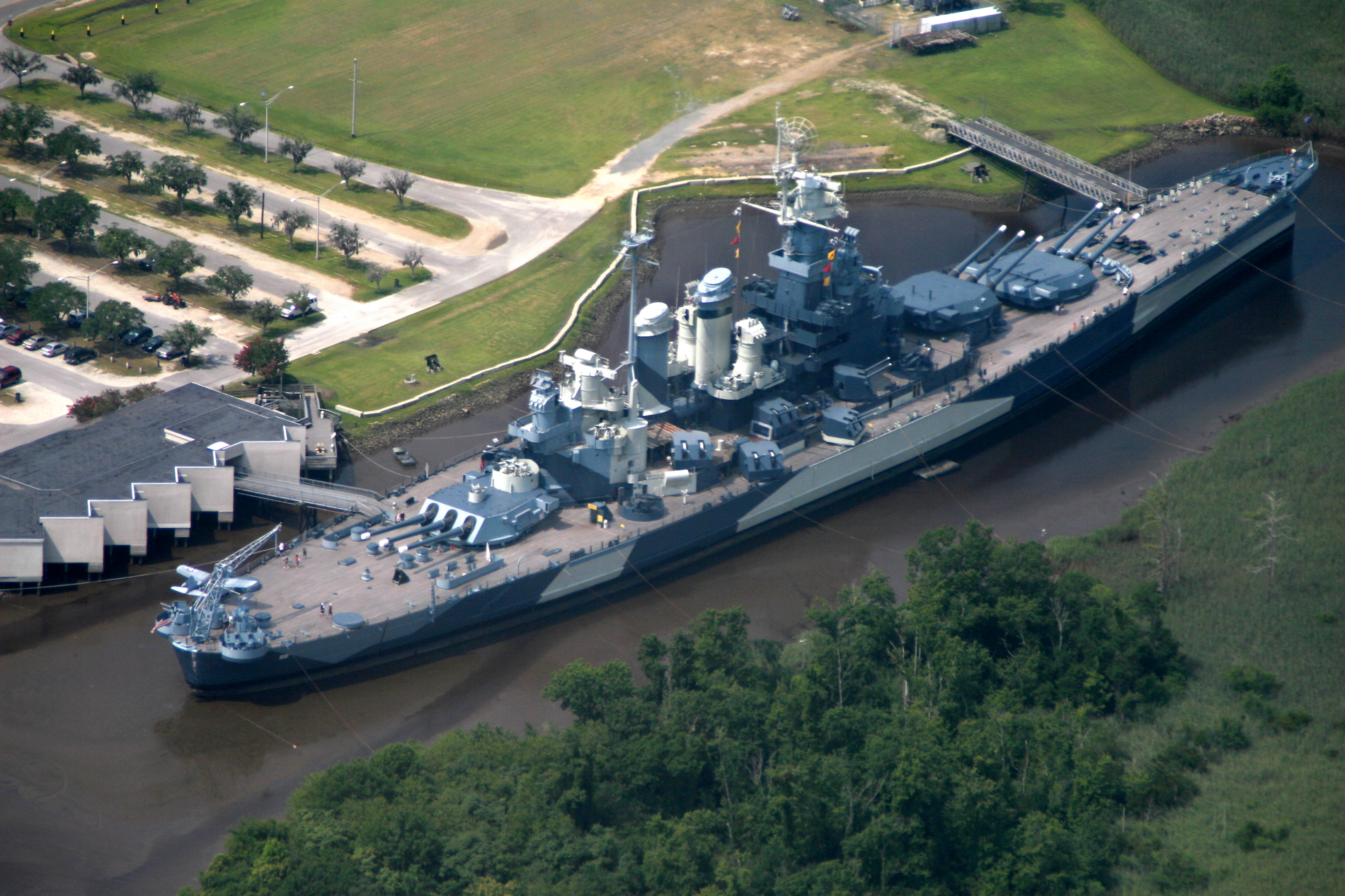
L'USS North Carolina en 2006

Lors de l'invasion d'Okinawa, l'USS North Carolina assura la défense des porte-avions et réalisa des bombardements côtiers. Il abattit trois kamikazes le 6 avril mais fut touché par un obus ami de 5 pouces ; trois marins furent tués et 44 furent blessés. Le navire abattit un avion le 7 avril et deux autres le 17. Après de nouvelles modifications réalisées à Pearl Harbor entre le 9 mai et le 28 juin, il poursuivit son rôle d'escorteur et participa aux bombardements côtiers sur les îles principales japonaises. Le 17 juillet, il bombarda la région industrielle d'Hitachi dans la préfecture d'Ibaraki avec les cuirassés USS Alabama, USS Missouri, USS Wisconsin et HMS King George V et d'autres navires plus petits,.
Après la capitulation japonaise, il débarqua des marins et des membres du corps des Marines pour participer à l'occupation du Japon. Dans le cadre de l'opération Magic Carpet, il fut affecté au rapatriement des soldats aux États-Unis et arriva à Boston le 17 octobre. Après des modifications au New York Navy Yard, il participa à des exercices militaires au large de la Nouvelle-Angleterre avant de devenir un navire d’entraînement dans la mer des Caraïbes.
L'USS North Carolina fut réformé à Bayonne dans le New Jersey le 27 juin 1947 mais resta dans la flotte de réserve jusqu'au 1er juin 1960 lorsqu'il fut rayé des cadres du Naval Vessel Register. Le cuirassé échappa à la démolition lorsqu'il fut racheté par l'État de Caroline du Nord le 8 août 1961 pour la somme de 250 000 $ (environ 7,2 millions de dollars de 2012). Il fut transféré à Wilmington où il devint un navire musée et un mémorial dédié aux citoyens de l'État qui moururent lors de la Seconde Guerre mondiale. Il fut inscrit sur le Registre national des lieux historiques et désigné comme National Historic Landmark le 1er janvier 1986,,.

### USSWashington

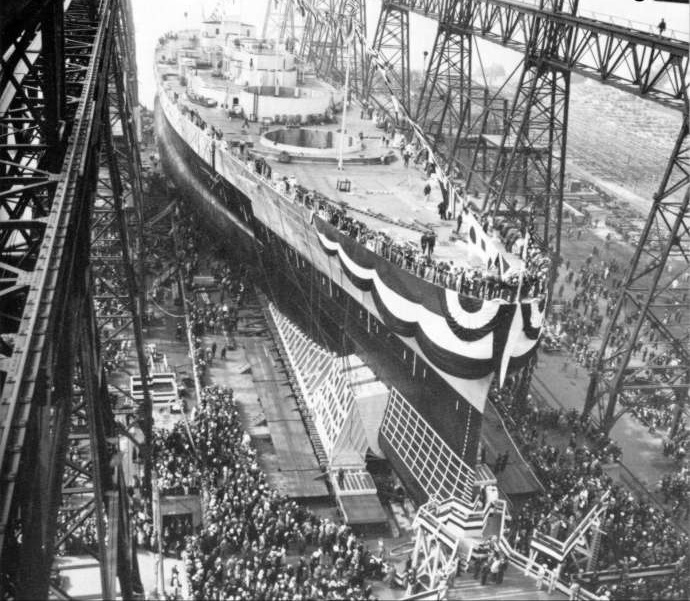
Lancement de l'USS Washington le 1er juin 1940.

La construction de l'USS Washington commença le 14 juin 1938 au Philadelphia Naval Shipyard et le navire fut lancé le 1er juin 1940 . Après sa mise en service le 15 mai 1941, le navire rencontra les mêmes problèmes de vibrations sur les arbres propulseurs que son navire-jumeau et ces derniers ne furent résolus qu'après de nombreux tests sur l'USS North Carolina,,.
Le cuirassé fut finalement capable d'assumer un rôle actif dans la guerre et le contre-amiral John W. Wilcox, Jr. (en) le choisit comme navire amiral de la Task Force 39. Le 26 mars 1942, l'USS Washington, le porte-avions USS Wasp, les croiseurs lourds USS Wichita et USS Tuscaloosa et de nombreux navires plus petits furent envoyés pour renforcer la Home Fleet britannique. Durant le voyage, Wilcox tomba à la mer ; il fut ensuite retrouvé visage dans l'eau par le destroyer USS Wilson mais son corps ne put être récupéré du fait du mauvais temps. On ne sait pas exactement ce qui s'était passé ; il se pourrait qu'il ait été emporté par une vague mais des rumeurs indiquait qu'il souffrait de problèmes cardiaques. La flotte rejoignit le principal port de la Home Fleet à Scapa Flow en Écosse le 4 avril,,.
L'USS Washington et les autres navires de la Task Force 39 participèrent à des exercices avec la flotte britannique jusqu'à la fin avril. Avec d'autres navires, la flotte américaine quitta les îles Britanniques pour escorter les convois alliés à destination de l'Union soviétique à travers l'océan Arctique. Lors de cette mission, le cuirassé britannique HMS King George V heurta accidentellement le destroyer HMS Punjabi et le coupa en deux. L'USS Washington qui se trouvait juste derrière le navire britannique passa dans la même zone et fut endommagé par l'explosion des grenades anti-sous-marines. Les dégâts à la coque étaient très légers, se limitant à la fuite d'un réservoir de carburant mais de nombreux systèmes furent endommagés dont plusieurs radars et des disjoncteurs. Les navires américains rallièrent ensuite le port islandais de Hvalfjörður jusqu'au 15 mai puis ils rejoignirent Scapa Flow le 3 juin. Le lendemain, l'USS Washington accueillit le commandant des forces navales en Europe, l'amiral Harold R. Stark qui installa un quartier-général provisoire sur le navire. Le 7 juin, le roi George VI du Royaume-Uni inspecta le cuirassé,,.

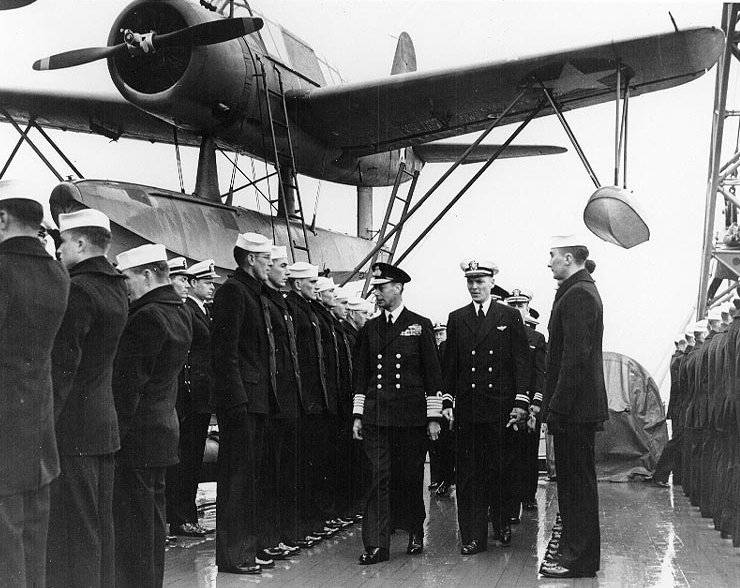
Le roi George VI du Royaume-Uni (colonne de gauche, marchant vers le photographe) à bord de l'USS Washington le 7 juin 1942. Un Vought OS2U Kingfisher se trouve à l'arrière plan.

L'USS Washington quitta l'Europe pour les États-Unis le 14 juillet 1942 avec une escorte de quatre destroyers ; à son arrivée au chantier naval de New York le 23, il subit une révision complète qui dura un mois. Le 23 août, le navire rejoignit l'archipel des Tonga où il devint le navire amiral de l'amiral Willis A. Lee. Au cours des mois suivants, il fut assigné à l'escorte des navires de transport à destination de l'île de Guadalcanal. Le 13 novembre, trois formations navales japonaises en route pour l'île furent repérées et l'une d'elles chercha à bombarder l'aérodrome d'Henderson Field pendant que la nuit la protégeait de l'aviation. Le premier groupe de bombardement japonais fut repoussé par une force américaine composée de croiseurs et de destroyers. Le 14 novembre, les Japonais organisèrent une nouvelle attaque pour neutraliser l'aérodrome. L'USS Washington, l'USS South Dakota et quatre destroyers furent envoyés pour intercepter la flotte japonaise durant la nuit. Cette dernière composée du cuirassé rapide Kirishima, de deux croiseurs lourds, de deux croiseurs légers et de neuf destroyers coula trois destroyers américains et endommagea gravement l'USS South Dakota. Cependant, l'USS Washington ne fut pas repéré et son artillerie dirigée par radar coula un destroyer et pilonna le Kirishima. L'USS Washington tira 75 obus de 16 pouces et 107 de 5 pouces durant l'engagement ; neuf obus de 16 pouces touchèrent le Kirishima qui fut gravement endommagé et dut être sabordé le lendemain matin. Peu après la bataille les Japonais commencèrent à évacuer Guadalcanal,,
Jusqu'en avril 1943, l'USS Washington resta près de sa base en Nouvelle-Calédonie et fournit une protection aux convois et aux groupes de combat qui participaient à la campagne des îles Salomon. À Pearl Harbor, il subit une série de modifications avant de retourner dans la zone de combat à la fin du mois de juillet. Entre août et la fin du mois d'octobre, il opéra autour de Éfaté. Avec quatre cuirassés et six destroyers, l'USS Washington forma le Task Group 53.2 et participa à des exercices avec les porte-avions USS Essex et USS Independence. L'unité se rendit ensuite dans les îles Gilbert pour fournir un soutien d'artillerie. Au début novembre, l'USS Washington navigua jusqu'à Makin pour protéger les navires présents puis il se rendit à Banaba pour se préparer au bombardement de Nauru avec son navire-jumeau, tous les cuirassés de la classe South Dakota et les porte-avions USS Bunker Hill et USS Monterey. Après le bombardement du 8 décembre, la flotte retourna à Étafé où elle arriva le 12 décembre. À Noël, l'USS Washington, l'USS North Carolina et quatre destroyers quittèrent Étafé pour des exercices. À la fin du mois de janvier, le navire rejoignit le Task Group 50.1 pour escorter les porte-avions qui attaquaient Tarao et Kwajalein. L'USS Washington bombarda également Kwajalein le 30 janvier,.

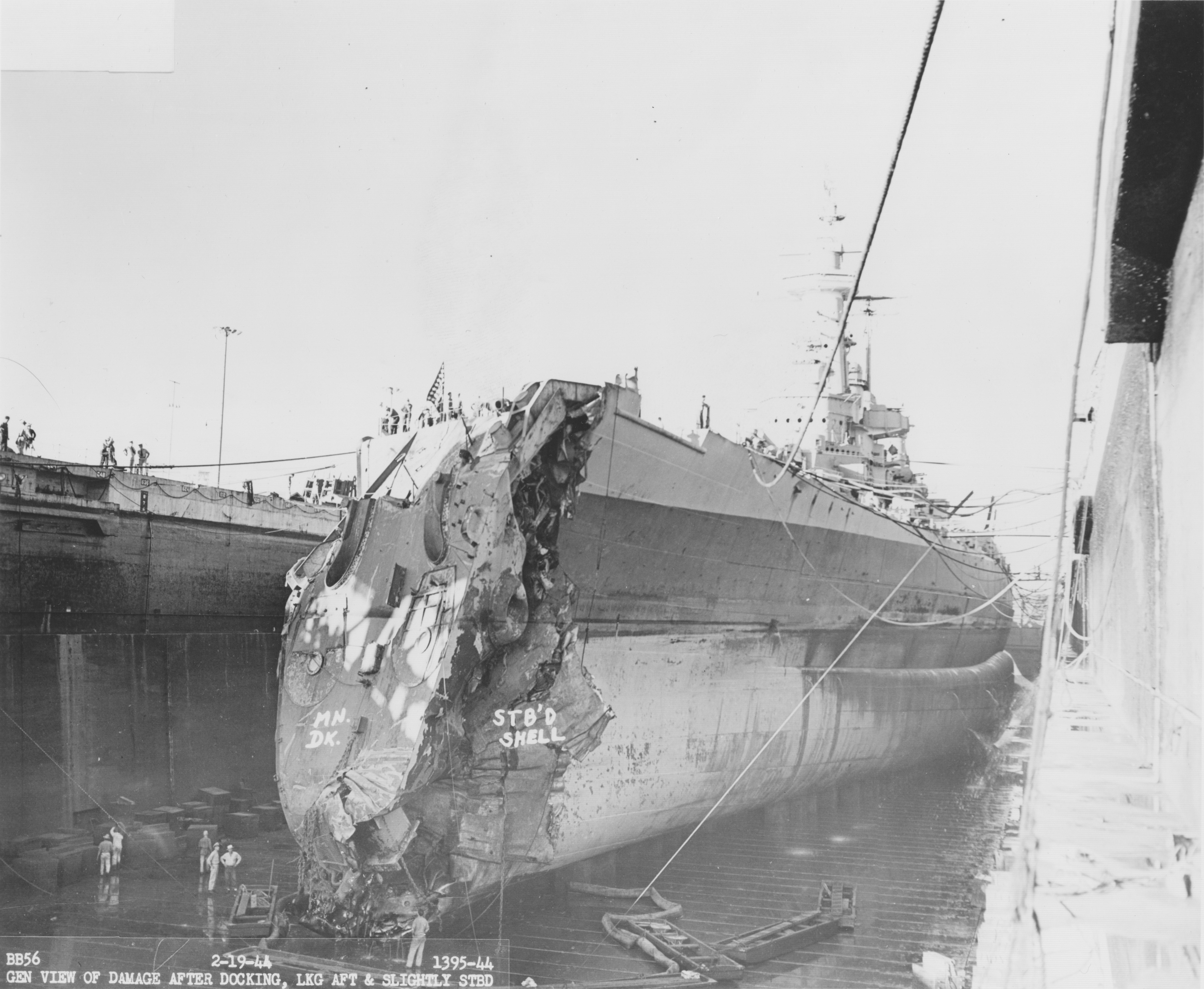
Proue de l'USS Washington après sa collision avec l'.

Durant la nuit du 30 janvier au 1er février, l'USS Washington entra en collision avec l'USS Indiana lorsque ce dernier quitta la formation pour ravitailler quatre destroyers. L'USS Indiana avait annoncé par radio qu'il allait tourner sur bâbord pour quitter la formation mais peu après le début de la manœuvre, le capitaine ordonna un changement de cap à tribord. Environ 7 minutes plus tard, il fut repéré par les guetteurs de l'USS Washington à moins de 900 m. Malgré les efforts des deux équipages, la collision était inévitable et l'USS Washington heurta et arracha une large portion du flanc tribord de l'USS Indiana. L'avant de l'USS Washington était gravement endommagé et 18 m de proue pendaient dans l'eau. Dix hommes furent tués dont six sur l'USS Washington. Après des réparations provisoires de la section endommagée, le navire dut se rendre à Pearl Harbor puis à Puget Sound. Une fois sur place, une nouvelle proue fut installée et les réparations durèrent de mars à avril. L'USS Washington ne revint pas au front avant la fin mai,,
L'USS Washington participa ensuite à la campagne des îles Mariannes dans l'escorte des porte-avions même s'il bombarda les positions japonaises sur Saipan et Tinian le 13 juin. Du fait de la sortie de la majorité des navires restants de la Marine impériale japonaise, l'USS Washington, six autres cuirassés, quatre croiseurs lourds et quatorze destroyers couvrirent les porte-avions de la Task Force 58. La bataille de la mer des Philippines commença le 19 juin et après avoir repoussé les attaques des avions japonais, l'USS Washington se ravitailla en carburant et forma une nouvelle Task Force avec trois autres cuirassés et plusieurs navires plus légers. Après un arrêt prolongé à Eniwetok, la force soutint les débarquements de Peleliu et d'Angaur avant de retourner à sa mission d'escorte qui dura du 10 octobre au 17 février 1945,.
Le cuirassé bombarda Iwo Jima du 19 au 22 février en soutien de l'invasion de l'île avant d'escorter les porte-avions attaquant Tokyo et l'île de Kyūshū. Le 24 mars et le 22 avril, l'USS Washington bombarda Okinawa avant de retourner à Puget Sound pour y subir un réarmement car il avait été au combat la majorité du temps depuis sa dernière révision en mars-avril 1944. Ces réparations durèrent jusqu'à la fin de la guerre et l'USS Washington se rendit ensuite à Philadelphie où il arriva le 17 octobre. Il y reçut 145 couchettes supplémentaires dans le cadre de l'opération Magic Carpet. Le navire manœuvré par un équipage réduit de 84 officiers et de 835 marins rapatria 185 officiers et 1 479 soldats de Southampton aux États-Unis ; ce fut son seul voyage dans le cadre de cette opération. Il fut ensuite placé en réserve à Bayonne le 27 juin 1947 après un peu plus de six ans de service actif. L'USS Washington ne fut jamais réactivé. Rayé du Naval Vessel Register le 1er juin 1960, 21 ans exactement après son lancement, il fut vendu le 24 mai 1961 pour être démoli,,,,.

## Modifications et projets d'après-guerre

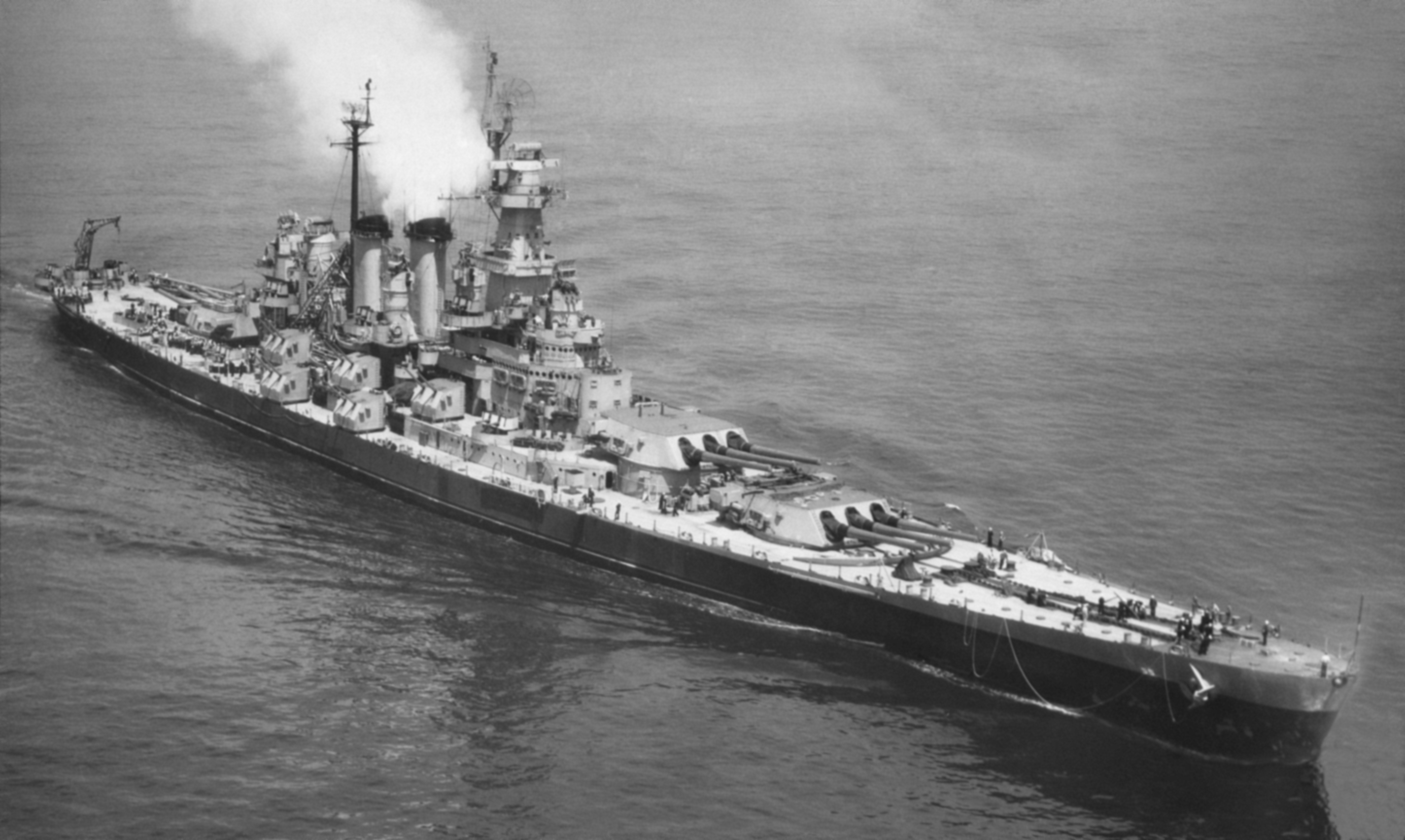
L'USS North Carolina en 1946. Une grande partie de l'armement antiaérien avait alors été retiré.

Après la guerre, l'USS North Carolina et l'USS Washington restèrent en service actif durant une courte période, peut-être parce qu'ils étaient plus confortables et moins surpeuplés que les cuirassés de la classe South Dakota. Les navires subirent de nombreuses modifications durant cette période ; le Ship Characteristics Board (SCB) demanda le retrait de quatre des tourelles quadruples de 40 mm mais uniquement deux furent retirées. Le nombre de canons de 20 mm fut également réduit et au moment de leur déclassement, chaque navire n'avait plus que seize tourelles doubles. L'USS North Carolina et l'USS Washington furent retirés du service actif le 27 juin 1947 et placés dans la flotte de réserve.
En mai 1954, le SCB lança un plan d'amélioration de l'USS North Carolina qui prévoyait l'installation de 24 canons de 5 pouces dirigés par six contrôleurs de tir Mark 56. Un mois plus tard, le président du SCB estima que les cuirassés pourraient être un excellent atout pour les groupes aéronavals s'ils étaient plus rapides. Le Bureau of Ships étudia et refusa le projet qui aurait permis à ces navires d'atteindre les 31 nœuds (57,4 km/h). Pour atteindre cette vitesse, 240 000 hp étaient nécessaires. Cela impliquait l'installation d'un énorme groupe propulseur qui ne pourrait pas être installé même en supprimant la troisième tourelle. Si la ceinture principale était supprimée, 216 000 hp devenaient suffisants. Cependant, même avec cette puissance, une grande partie de l'arrière de la coque devait être modifiée. De plus le coût estimé à 40 millions de dollars (environ 1,6 milliard de dollars de 2012) de ces modifications, sans compter le coût de réactivation de cuirassés en réserve depuis dix ans, fut jugé prohibitif.
Des calculs ultérieurs prouvèrent que l'USS North Carolina pouvait être allégé de 43 680 à 41 192 tonnes et que 210 000 hp suffiraient. Lors des essais, avec un déplacement de 39 000 tonnes, 186 000 hp devenaient même suffisants ; le nombre de 210 000 hp était issu d'une mauvaise estimation de l'impact du fooling. Un groupe propulseur semblable à ceux utilisés sur la classe Iowa (développant 212 000 hp) devenait suffisant et, si la troisième tourelle était retirée, le poids n'était plus un problème. Mais les dimensions des deux groupes propulseurs étaient trop différentes. De même, les hélices avaient un diamètre de 5,2 mètres sur l'USS North Carolina et de 5,8 mètres sur la classe Iowa. Finalement aucune modification ne fut entreprise
Des plans de conversion des cuirassés de la classe North Carolina en porte-hélicoptères furent également envisagés. Pour un coût de 30,8 millions de dollars, les navires auraient pu embarquer 28 hélicoptères, 1 880 soldats, 560 tonnes de matériel et 760 000 litres de carburant. Tous les canons de 16 et 5 pouces devaient être retirés mais la tourelle 1 aurait été conservée pour contrebalancer le poids ajouté à l'arrière du navire. À la place, les navires auraient reçu seize canons de 3 pouces (76,2 mm) en tourelles doubles. Le déplacement serait réduit à un total de 42 700 tonnes mais la vitesse resterait inchangée. Les estimations prévoyaient une durée de service de 15 à 20 ans pour un coût de maintenance annuel de 440 000 $ (environ 18,3 millions de dollars de 2012). Cependant, il fut considéré qu'un porte-hélicoptère construit spécialement pour cet usage serait plus économique et les plans de conversion furent abandonnés.